# Ridgeciano Haps
Ridgeciano Haps (Utrecht, 12 de junho de 1993) é um futebolista surinamês que joga como lateral-esquerdo. Atualmente joga pelo Feyenoord.

## Carreira
Após jogar nas categorias de base de 5 clubes (Zwaluwen Vooruit, USV Elinkwijk, AZ Alkmaar, AFC e Feyenoord), Haps estreou profissionalmente em setembro de 2013, com a camisa do AZ. Em 2014 foi emprestado ao Go Ahead Eagles, atuando em 10 jogos antes de voltar aos Alkmaarders no mesmo ano.
Em 2017, após 111 partidas e 4 gols pelo AZ, é contratado pelo Feyenoord, fazendo parte do time campeão da Copa dos Países Baixos de 2017–18, vencida justamente sobre o ex-clube do lateral-esquerdo, além de ter vencido a Supercopa.

## Carreira internacional
Haps disputou um jogo pela seleção Sub-20 dos Países Baixos em 2013, fazendo um gol.
Em 2021, optou em defender o Suriname, país onde possui origens, estreando pela seleção em junho, na vitória por 6 a 0 sobre as Bermudas. No mesmo mês, foi convocado para a Copa Ouro da CONCACAF, a primeira competição disputada pelos surinameses como país independente.

## Títulos
Feyenoord
- Copa dos Países Baixos: 2017–18
- Supercopa dos Países Baixos: 2017